# NGC 1015
NGC 1015 (również PGC 9988 lub UGC 2124) – galaktyka spiralna z poprzeczką (SBa), znajdująca się w gwiazdozbiorze Wieloryba w odległości około 118 milionów lat świetlnych od Ziemi. Odkrył ją Wilhelm Tempel 27 grudnia 1875 roku.
W galaktyce tej zaobserwowano supernową SN 2009ig.